# Manchester United Football Club 2023-2024
Questa voce raccoglie le informazioni riguardanti il Manchester United Football Club nelle competizioni ufficiali della stagione 2023-2024.

## Stagione
Nell'estate del 2023 lasciano il Manchester United i giocatori Phil Jones e David de Gea, che restano svincolati, mentre tra gli acquisti figurano Mason Mount dal Chelsea, André Onana dall'Inter e Rasmus Højlund dall'Atalanta. 
Durante un percorso altalenante in Premier League, i Red Devils vanno male sia nella Coppa di Lega sia in UEFA Champions League. Nella prima coppa, dopo aver trionfato in casa per 3-0 contro il Crystal Palace al terzo turno, perdono al successivo turno con lo stesso risultato contro il Newcastle Utd, che ha sconfitto nella finale della precedente edizione del torneo.
In Champions, invece, sorteggiati nel girone con i tedeschi del Bayern Monaco, i danesi del Copenaghen e i turchi del Galatasaray, si piazzano ultimi con 4 sconfitte, un pareggio e una sola vittoria contro il Copenaghen: per la prima volta dalla stagione 2005-2006, lo United finisce il suo gruppo di Champions all'ultimo posto in classifica. Contestualmente diventa il primo club inglese a subire 15 gol in una fase a gironi della massima competizione europea.

## Maglie e sponsor
| Casa | Trasferta | Terza divisa |

## Organigramma societario
Area direttiva
- Presidenti: Joel Glazer, Avram Glazer

Area tecnica
- Allenatore: Erik ten Hag
- Vice allenatore: Mitchell van der Gaag, Steve McClaren
- Collaboratore tecnico: Eric Ramsay
- Preparatore dei portieri: Richard Hartis
- Collaboratore preparatore dei portieri: Craig Mawson
- Responsabile settore medico: Steve McNally
- Responsabile preparazione atletica: Richard Hawkins
- Responsabile riabilitazione e fisioterapia: Robin Sadler
- Preparatori atletici: Paolo Gaudino, Charlie Owen

## Rosa
Rosa e numerazione aggiornate al 1º febbraio 2024.
| N. |                           | Ruolo | Calciatore               |
| -- | ------------------------- | ----- | ------------------------ |
| 1  | Turchia (bandiera)        | P     | Altay Bayındır           |
| 2  | Svezia (bandiera)         | D     | Victor Lindelöf          |
| 4  | Marocco (bandiera)        | C     | Sofyan Amrabat           |
| 5  | Inghilterra (bandiera)    | D     | Harry Maguire (capitano) |
| 6  | Argentina (bandiera)      | D     | Lisandro Martínez        |
| 7  | Inghilterra (bandiera)    | C     | Mason Mount              |
| 8  | Portogallo (bandiera)     | C     | Bruno Fernandes          |
| 9  | Francia (bandiera)        | A     | Anthony Martial          |
| 10 | Inghilterra (bandiera)    | A     | Marcus Rashford          |
| 11 | Danimarca (bandiera)      | A     | Rasmus Højlund           |
| 12 | Paesi Bassi (bandiera)    | D     | Tyrell Malacia           |
| 14 | Danimarca (bandiera)      | C     | Christian Eriksen        |
| 15 | Spagna (bandiera)         | D     | Sergio Reguilón          |
| 16 | Costa d'Avorio (bandiera) | A     | Amad Diallo              |
| 17 | Argentina (bandiera)      | A     | Alejandro Garnacho       |
| 18 | Brasile (bandiera)        | C     | Casemiro                 |
| 19 | Francia (bandiera)        | D     | Raphaël Varane           |

| N. |                             | Ruolo | Calciatore        |
| -- | --------------------------- | ----- | ----------------- |
| 20 | Portogallo (bandiera)       | D     | Diogo Dalot       |
| 21 | Brasile (bandiera)          | A     | Antony            |
| 22 | Inghilterra (bandiera)      | P     | Tom Heaton        |
| 23 | Inghilterra (bandiera)      | D     | Luke Shaw         |
| 24 | Camerun (bandiera)          | P     | André Onana       |
| 25 | Inghilterra (bandiera)      | A     | Jadon Sancho      |
| 26 | Inghilterra (bandiera)      | P     | Dean Henderson    |
| 28 | Uruguay (bandiera)          | A     | Facundo Pellistri |
| 29 | Inghilterra (bandiera)      | D     | Aaron Wan-Bissaka |
| 34 | Paesi Bassi (bandiera)      | C     | Donny van de Beek |
| 35 | Irlanda del Nord (bandiera) | D     | Jonny Evans       |
| 37 | Inghilterra (bandiera)      | C     | Kobbie Mainoo     |
| 39 | Scozia (bandiera)           | C     | Scott McTominay   |
| 44 | Inghilterra (bandiera)      | C     | Daniel Gore       |
| 46 | Tunisia (bandiera)          | C     | Hannibal Mejbri   |
| 53 | Francia (bandiera)          | D     | Willy Kambwala    |
| 84 | Inghilterra (bandiera)      | A     | Ethan Wheatley    |

## Calciomercato

### Sessione estiva
| Acquisti         | Acquisti       | Acquisti            | Acquisti                     |
| R.               | Nome           | da                  | Modalità                     |
| ---------------- | -------------- | ------------------- | ---------------------------- |
| A                | Rasmus Højlund | Atalanta            | definitivo (74 milioni €)    |
| C                | Mason Mount    | Chelsea             | definitivo (64,20 milioni €) |
| P                | André Onana    | Inter               | definitivo (55 milioni €)    |
| C                | Sofyan Amrabat | Fiorentina          | prestito (10 milioni €)      |
| P                | Altay Bayındır | Fenerbahçe          | definitivo (5 milioni €)     |
| D                | Jonny Evans    | Leicester City      | svincolato                   |
| Altre operazioni |                |                     |                              |
| R.               | Nome           | da                  | Modalità                     |
| D                | Alex Telles    | Siviglia            | fine prestito                |
| D                | Eric Bailly    | Olympique Marsiglia | fine prestito                |

| Cessioni         | Cessioni        | Cessioni          | Cessioni                    |
| R.               | Nome            | a                 | Modalità                    |
| ---------------- | --------------- | ----------------- | --------------------------- |
| A                | Anthony Elanga  | Nottingham Forest | definitivo (17,5 milioni €) |
| P                | Dean Henderson  | Crystal Palace    | definitivo (17,5 milioni €) |
| C                | Fred            | Fenerbahçe        | definitivo (9,74 milioni €) |
| D                | Alex Telles     | Al-Nassr          | definitivo (7 milioni €)    |
| P                | David de Gea    |                   | svincolato                  |
| D                | Axel Tuanzebe   |                   | svincolato                  |
| D                | Phil Jones      |                   | svincolato                  |
| C                | Zidane Iqbal    | Utrecht           | definitivo (1 milione €)    |
| Altre operazioni |                 |                   |                             |
| R.               | Nome            | a                 | Modalità                    |
| C                | Marcel Sabitzer | Bayern Monaco     | fine prestito               |
| A                | Wout Weghorst   | Burnley           | fine prestito               |
| P                | Jack Butland    | Crystal Palace    | fine prestito               |

### Sessione invernale
| Acquisti         | Acquisti         | Acquisti         | Acquisti         |
| R.               | Nome             | da               | Modalità         |
| Altre operazioni | Altre operazioni | Altre operazioni | Altre operazioni |
| R.               | Nome             | da               | Modalità         |
| ---------------- | ---------------- | ---------------- | ---------------- |
| D                | Álvaro Fernández | Granada          | fine prestito    |

| Cessioni         | Cessioni          | Cessioni              | Cessioni               |
| R.               | Nome              | a                     | Modalità               |
| ---------------- | ----------------- | --------------------- | ---------------------- |
| C                | Donny van de Beek | Eintracht Francoforte | prestito               |
| A                | Jadon Sancho      | Borussia Dortmund     | prestito (3 milioni €) |
| C                | Hannibal Mejbri   | Siviglia              | prestito               |
| D                | Sergio Reguilón   | Tottenham             | risoluzione prestito   |
| A                | Facundo Pellistri | Granada               | prestito               |
| Altre operazioni |                   |                       |                        |
| R.               | Nome              | a                     | Modalità               |
| D                | Álvaro Fernández  | Benfica               | prestito               |

## Risultati

### Premier League

#### Girone di andata
| Arbitro: | Hooper |

|            |           |  |
| Varane 76’ | Marcatori |  |

| Arbitro: | Oliver |

|                              |           |  |
| Sarr 49’ Martínez 83’ (aut.) | Marcatori |  |

| Arbitro: | Attwell |

|                                               |           |                    |
| Eriksen 17’ Casemiro 52’ Fernandes 76’ (rig.) | Marcatori | 2’ Awoniyi 4’ Boly |

| Arbitro: | Taylor |

|                                              |           |              |
| Ødegaard 28’ Rice 90+6’ Gabriel Jesus 90+11’ | Marcatori | 27’ Rashford |

| Arbitro: | Gillett |

|            |           |                                     |
| Mejbri 73’ | Marcatori | 20’ Welbeck 53’ Groß 71’ João Pedro |

| Arbitro: | Harrington |

|  |           |               |
|  | Marcatori | 45’ Fernandes |

| Arbitro: | Kavanagh |

|  |           |              |
|  | Marcatori | 25’ Andersen |

| Arbitro: | Madley |

|                        |           |            |
| McTominay 90+3’, 90+7’ | Marcatori | 26’ Jensen |

| Arbitro: | Oliver |

|                     |           |                         |
| McBurnie 34’ (rig.) | Marcatori | 28’ McTominay 77’ Dalot |

| Arbitro: | Tierney |

|  |           |                                   |
|  | Marcatori | 26’ (rig.), 49’ Haaland 80’ Foden |

| Arbitro: | Brooks |

|  |           |                 |
|  | Marcatori | 90+1’ Fernandes |

| Arbitro: | Scott |

|              |           |  |
| Lindelöf 59’ | Marcatori |  |

| Arbitro: | Brooks |

|  |           |                                             |
|  | Marcatori | 3’ Garnacho 56’ (rig.) Rashford 75’ Martial |

| Arbitro: | R. Jones |

|            |           |  |
| Gordon 56’ | Marcatori |  |

| Arbitro: | Kavanagh |

|                    |           |            |
| McTominay 19’, 69’ | Marcatori | 45’ Palmer |

| Arbitro: | Bankes |

|  |           |                                   |
|  | Marcatori | 5’ Solanke 68’ Billing 73’ Senesi |

| Liverpool 17 dicembre 2023, ore 16:30 WET 17ª giornata | Liverpool | 0 – 0 referto | Manchester Utd | Anfield (57 158 spett.)\| Arbitro: \| Oliver \| |
| Arbitro:                                               | Oliver    |               |                |                                                 |

| Arbitro: | Hooper |

|                     |           |  |
| Bowen 72’ Kudus 78’ | Marcatori |  |

| Arbitro: | Pawson |

|                               |           |                           |
| Garnacho 59’, 71’ Højlund 82’ | Marcatori | 21’ McGinn 26’ Dendoncker |

#### Girone di ritorno
| Arbitro: | Robinson |

|                               |           |              |
| Domínguez 64’ Gibbs-White 82’ | Marcatori | 78’ Rashford |

| Arbitro: | Brooks |

|                         |           |                               |
| Højlund 3’ Rashford 40’ | Marcatori | 19’ Richarlison 46’ Bentancur |

| Arbitro: | Gillett |

|                                          |           |                                                    |
| Sarabia 71’ (rig.) Kilman 85’ Neto 90+5’ | Marcatori | 5’ Rashford 22’ Højlund 75’ McTominay 90+7’ Mainoo |

| Arbitro: | Madley |

|                               |           |  |
| Højlund 23’ Garnacho 49’, 84’ | Marcatori |  |

| Arbitro: | R. Jones |

|                  |           |                           |
| Douglas Luiz 67’ | Marcatori | 17’ Højlund 86’ McTominay |

| Arbitro: | Coote |

|            |           |                |
| Morris 14’ | Marcatori | 1’, 7’ Højlund |

| Arbitro: | Oliver |

|             |           |                        |
| Maguire 89’ | Marcatori | 65’ Bassey 90+7’ Iwobi |

| Arbitro: | Madley |

|                              |           |             |
| Foden 56’, 80’ Haaland 90+1’ | Marcatori | 8’ Rashford |

| Arbitro: | Hooper |

|                                          |           |  |
| Fernandes 12’ (rig.) Rashford 36’ (rig.) | Marcatori |  |

| Arbitro: | Salisbury |

|                                                   |           |                             |
| Maguire 42’ Fernandes 61’ (rig.), 81’ Højlund 85’ | Marcatori | 35’ Bogle 50’ Brereton Díaz |

| Arbitro: | Hooper |

|            |           |             |
| Ajer 90+9’ | Marcatori | 90+6’ Mount |

| Arbitro: | Gillett |

|                                                       |           |                                 |
| Gallagher 4’ Palmer 19’ (rig.), 90+10’ (rig.), 90+12’ | Marcatori | 34’, 67’ Garnacho 39’ Fernandes |

| Arbitro: | Taylor |

|                          |           |                              |
| Fernandes 50’ Mainoo 67’ | Marcatori | 23’ L. Díaz 84’ (rig.) Salah |

| Arbitro: | Harrington |

|                             |           |                           |
| Solanke 16’ J. Kluivert 36’ | Marcatori | 31’, 65’ (rig.) Fernandes |

| Arbitro: | R. Jones |

|                                   |           |                       |
| Mainoo 31’ Diallo 57’ Højlund 84’ | Marcatori | 49’ Gordon 90+2’ Hall |

| Arbitro: | Brooks |

|            |           |                    |
| Antony 79’ | Marcatori | 87’ (rig.) Amdouni |

| Arbitro: | Gillett |

|                                        |           |  |
| Olise 12’, 66’ Mateta 40’ Mitchell 66’ | Marcatori |  |

| Arbitro: | Tierney |

|  |           |              |
|  | Marcatori | 20’ Trossard |

| Arbitro: | Pawson |

|  |           |                       |
|  | Marcatori | 73’ Dalot 88’ Højlund |

### FA Cup
| Arbitro: | Taylor |

|  |           |                                   |
|  | Marcatori | 22’ Dalot 74’ (rig.) B. Fernandes |

| Arbitro: | Coote |

|                         |           |                                                     |
| Morris 36’ W. Evans 47’ | Marcatori | 7’ B. Fernandes 13’ Mainoo 68’ Antony 90+4’ Højlund |

| Arbitro: | Kavanagh |

|  |           |              |
|  | Marcatori | 89’ Casemiro |

| Arbitro: | Brooks |

|                                                      |           |                                           |
| McTominay 10’ Antony 87’ Rashford 112’ Diallo 120+1’ | Marcatori | 44’ Mac Allister 45+2’ Salah 105’ Elliott |

| Arbitro: | R. Jones |

|                                          |                      |                                           |
| Simms 71’ O'Hare 79’ Wright 90+5’ (rig.) | Marcatori            | 23’ McTominay 45+1’ Maguire 58’ Fernandes |
| Wright Torp O'Hare Sheaf                 | Tiri di rigore 2 – 4 | Casemiro Dalot Eriksen Fernandes Højlund  |

| Arbitro: | A. Madley |

|          |           |                         |
| Doku 87’ | Marcatori | 30’ Garnacho 39’ Mainoo |

### EFL Cup
| Arbitro: | Salisbury |

|                                       |           |  |
| Garnacho 21’ Casemiro 27’ Martial 55’ | Marcatori |  |

| Arbitro: | R. Jones |

|  |           |                                  |
|  | Marcatori | 28’ Almirón 36’ Hall 60’ Willock |

### UEFA Champions League

#### Fase a Gironi
| Arbitro: | Nyberg |

|                                               |           |                                 |
| Sané 28’ Gnabry 32’ Kane 53’ (rig.) Tel 90+2’ | Marcatori | 49’ Højlund 88’, 90+5’ Casemiro |

| Arbitro: | Kružliak |

|                  |           |                                    |
| Højlund 17’, 67’ | Marcatori | 23’ Zaha 71’ Aktürkoğlu 81’ Icardi |

| Arbitro: | Guida |

|             |           |  |
| Maguire 72’ | Marcatori |  |

| Arbitro: | Rumšas |

|                                                                 |           |                                      |
| Elyounoussi 45’ Gonçalves 45+9’ (rig.) Lerager 83’ Bardghji 87’ | Marcatori | 3’, 28’ Højlund 69’ (rig.) Fernandes |

| Arbitro: | Sánchez Martínez |

|                                |           |                                          |
| Ziyech 29’, 62’ Aktürkoğlu 71’ | Marcatori | 11’ Garnacho 18’ Fernandes 55’ McTominay |

| Arbitro: | Eskås |

|  |           |           |
|  | Marcatori | 71’ Coman |

## Statistiche

### Statistiche di squadra
Statistiche aggiornate al 25 maggio 2024
| Competizione     | Punti | In casa | In casa | In casa | In casa | In casa | In casa | In trasferta | In trasferta | In trasferta | In trasferta | In trasferta | In trasferta | Totale | Totale | Totale | Totale | Totale | Totale | DR |
| Competizione     | Punti | G       | V       | N       | P       | Gf      | Gs      | G            | V            | N            | P            | Gf           | Gs           | G      | V      | N      | P      | Gf     | Gs     | DR |
| ---------------- | ----- | ------- | ------- | ------- | ------- | ------- | ------- | ------------ | ------------ | ------------ | ------------ | ------------ | ------------ | ------ | ------ | ------ | ------ | ------ | ------ | -- |
| Premier League   | 60    | 19      | 10      | 3       | 6       | 31      | 29      | 19           | 8            | 3            | 8            | 26           | 30           | 38     | 19     | 6      | 13     | 57     | 58     | -1 |
| FA Cup           | -     | 1       | 1       | 0       | 0       | 4       | 3       | 3            | 3            | 0            | 0            | 7            | 2            | 6      | 5      | 1      | 0      | 16     | 9      | +7 |
| League Cup       | -     | 2       | 1       | 0       | 1       | 3       | 3       | 0            | 0            | 0            | 0            | 0            | 0            | 2      | 1      | 0      | 1      | 3      | 3      | 0  |
| Champions League | 4     | 3       | 1       | 0       | 2       | 3       | 4       | 3            | 0            | 1            | 2            | 9            | 11           | 6      | 1      | 1      | 4      | 12     | 15     | -3 |
| Totale           | -     | 25      | 13      | 3       | 9       | 41      | 38      | 25           | 11           | 4            | 10           | 42           | 43           | 52     | 25     | 8      | 19     | 88     | 85     | +3 |

### Andamento in campionato
| Giornata  | 1 | 2  | 3 | 4  | 5  | 6 | 7  | 8 | 9 | 10 | 11 | 12 | 13 | 14 | 15 | 16 | 17 | 18 | 19 | 20 | 21 | 22 | 23 | 24 | 25 | 26 | 27 | 28 | 29 | 30 | 31 | 32 | 33 | 34 | 35 | 36 | 37 | 38 |
| --------- | - | -- | - | -- | -- | - | -- | - | - | -- | -- | -- | -- | -- | -- | -- | -- | -- | -- | -- | -- | -- | -- | -- | -- | -- | -- | -- | -- | -- | -- | -- | -- | -- | -- | -- | -- | -- |
| Luogo     | C | T  | C | T  | C  | T | C  | C | T | C  | T  | C  | T  | T  | C  | C  | T  | T  | C  | T  | C  | T  | C  | T  | T  | C  | T  | C  | C  | T  | T  | C  | T  | C  | C  | T  | C  | T  |
| Risultato | V | P  | V | P  | P  | V | P  | V | V | P  | V  | V  | V  | P  | V  | P  | N  | P  | V  | P  | N  | V  | V  | V  | V  | P  | P  | V  | V  | N  | P  | N  | N  | V  | N  | P  | P  | V  |
| Posizione | 5 | 12 | 8 | 11 | 13 | 9 | 10 | 9 | 8 | 8  | 8  | 6  | 6  | 7  | 6  | 6  | 7  | 8  | 7  | 8  | 8  | 7  | 6  | 6  | 6  | 6  | 6  | 6  | 6  | 6  | 6  | 6  | 7  | 8  | 6  | 7  | 8  | 8  |

Legenda:

Luogo: C = Casa; T = Trasferta. Risultato: V = Vittoria; N = Pareggio; P = Sconfitta.

### Statistiche dei giocatori
Sono in corsivo i calciatori che hanno lasciato la società a stagione in corso.
| Giocatore      | Premier League | Premier League | Premier League | Premier League | FA Cup   | FA Cup | FA Cup      | FA Cup     | EFL Cup  | EFL Cup | EFL Cup     | EFL Cup    | Champions League | Champions League | Champions League | Champions League | Totale   | Totale | Totale      | Totale     |
| Giocatore      | Presenze       | Reti           | Ammonizioni    | Espulsioni     | Presenze | Reti   | Ammonizioni | Espulsioni | Presenze | Reti    | Ammonizioni | Espulsioni | Presenze         | Reti             | Ammonizioni      | Espulsioni       | Presenze | Reti   | Ammonizioni | Espulsioni |
| -------------- | -------------- | -------------- | -------------- | -------------- | -------- | ------ | ----------- | ---------- | -------- | ------- | ----------- | ---------- | ---------------- | ---------------- | ---------------- | ---------------- | -------- | ------ | ----------- | ---------- |
| Antony         | 30             | 1              | 5              | 0              | 4        | 2      | 0           | 0          | 1        | 0       | 0           | 0          | 4                | 0                | 0                | 0                | 39       | 3      | 5           | 0          |
| S. Amrabat     | 20             | 0              | 5              | 0              | 2        | 0      | 0           | 0          | 2        | 0       | 1           | 0          | 5                | 0                | 2                | 0                | 29       | 0      | 8           | 0          |
| A. Bayındır    | 0              | 0              | 0              | 0              | 1        | -2     | 0           | 0          | 0        | 0       | 0           | 0          | 0                | 0                | 0                | 0                | 1        | -2     | 0           | 0          |
| Casemiro       | 25             | 1              | 6              | 0              | 3        | 1      | 1           | 0          | 2        | 1       | 1           | 0          | 2                | 2                | 2                | 1                | 32       | 5      | 10          | 1          |
| D. Dalot       | 37             | 2              | 6              | 1              | 6        | 1      | 0           | 0          | 2        | 0       | 0           | 0          | 6                | 0                | 1                | 0                | 51       | 3      | 7           | 1          |
| A. Diallo      | 9              | 1              | 1              | 0              | 3        | 1      | 2           | 1          | 0        | 0       | 0           | 0          | 0                | 0                | 0                | 0                | 12       | 2      | 3           | 1          |
| C. Eriksen     | 21             | 1              | 1              | 0              | 2        | 0      | 0           | 0          | 0        | 0       | 0           | 0          | 4                | 0                | 0                | 0                | 27       | 1      | 1           | 0          |
| J. Evans       | 23             | 0              | 2              | 0              | 4        | 0      | 0           | 0          | 1        | 0       | 0           | 0          | 2                | 0                | 0                | 0                | 30       | 0      | 2           | 0          |
| B. Fernandes   | 35             | 10             | 7              | 0              | 6        | 3      | 1           | 0          | 1        | 0       | 0           | 0          | 6                | 2                | 2                | 0                | 48       | 15     | 10          | 0          |
| O. Forson      | 4              | 0              | 0              | 0              | 3        | 0      | 0           | 0          | 0        | 0       | 0           | 0          | 0                | 0                | 0                | 0                | 7        | 0      | 0           | 0          |
| A. Garnacho    | 36             | 7              | 4              | 0              | 6        | 1      | 0           | 0          | 2        | 1       | 0           | 0          | 6                | 1                | 0                | 0                | 50       | 10     | 4           | 0          |
| D. Gore        | 1              | 0              | 0              | 0              | 0        | 0      | 0           | 0          | 1        | 0       | 0           | 0          | 0                | 0                | 0                | 0                | 2        | 0      | 0           | 0          |
| T. Heaton      | 0              | 0              | 0              | 0              | 0        | 0      | 0           | 0          | 0        | 0       | 0           | 0          | 0                | 0                | 0                | 0                | 0        | 0      | 0           | 0          |
| R. Højlund     | 30             | 10             | 2              | 0              | 5        | 1      | 0           | 0          | 2        | 0       | 0           | 0          | 6                | 5                | 0                | 0                | 43       | 16     | 2           | 0          |
| W. Kambwala    | 8              | 0              | 1              | 0              | 2        | 0      | 0           | 0          | 0        | 0       | 0           | 0          | 0                | 0                | 0                | 0                | 10       | 0      | 1           | 0          |
| V. Lindelöf    | 18             | 1              | 1              | 0              | 3        | 0      | 1           | 0          | 2        | 0       | 0           | 0          | 4                | 0                | 0                | 0                | 27       | 1      | 2           | 0          |
| H. Maguire     | 22             | 2              | 3              | 0              | 3        | 1      | 0           | 0          | 2        | 0       | 0           | 0          | 4                | 1                | 1                | 0                | 31       | 4      | 4           | 0          |
| K. Mainoo      | 23             | 3              | 3              | 0              | 6        | 2      | 1           | 0          | 0        | 0       | 0           | 0          | 2                | 0                | 0                | 0                | 31       | 5      | 4           | 0          |
| T. Malacia     | 0              | 0              | 0              | 0              | 0        | 0      | 0           | 0          | 0        | 0       | 0           | 0          | 0                | 0                | 0                | 0                | 0        | 0      | 0           | 0          |
| A. Martial     | 12             | 1              | 0              | 0              | 0        | 0      | 0           | 0          | 2        | 1       | 0           | 0          | 4                | 0                | 0                | 0                | 18       | 2      | 0           | 0          |
| L. Martínez    | 11             | 0              | 2              | 0              | 2        | 0      | 0           | 0          | 0        | 0       | 0           | 0          | 1                | 0                | 1                | 0                | 14       | 0      | 3           | 0          |
| H. Mejbri      | 5              | 1              | 1              | 0              | 1        | 0      | 0           | 0          | 2        | 0       | 1           | 0          | 2                | 0                | 0                | 0                | 10       | 1      | 2           | 0          |
| S. McTominay   | 32             | 7              | 2              | 0              | 6        | 2      | 1           | 0          | 0        | 0       | 0           | 0          | 5                | 1                | 1                | 0                | 43       | 10     | 4           | 0          |
| M. Mount       | 14             | 1              | 2              | 0              | 2        | 0      | 0           | 0          | 2        | 0       | 0           | 0          | 2                | 0                | 0                | 0                | 20       | 1      | 2           | 0          |
| A. Onana       | 38             | -58            | 5              | 0              | 5        | -7     | 0           | 0          | 2        | -3      | 0           | 0          | 6                | -15              | 0                | 0                | 51       | -83    | 5           | 0          |
| F. Pellistri   | 9              | 0              | 0              | 0              | 1        | 0      | 0           | 0          | 1        | 0       | 0           | 0          | 3                | 0                | 0                | 0                | 14       | 0      | 0           | 0          |
| M. Rashford    | 33             | 7              | 2              | 0              | 5        | 1      | 0           | 0          | 1        | 0       | 0           | 0          | 4                | 0                | 0                | 1                | 43       | 8      | 2           | 1          |
| S. Reguilón    | 9              | 0              | 3              | 0              | 0        | 0      | 0           | 0          | 1        | 0       | 1           | 0          | 2                | 0                | 0                | 0                | 12       | 0      | 4           | 0          |
| J. Sancho      | 3              | 0              | 0              | 0              | 0        | 0      | 0           | 0          | 0        | 0       | 0           | 0          | 0                | 0                | 0                | 0                | 3        | 0      | 0           | 0          |
| L. Shaw        | 12             | 0              | 5              | 0              | 1        | 0      | 0           | 0          | 0        | 0       | 0           | 0          | 2                | 0                | 1                | 0                | 15       | 0      | 6           | 0          |
| R. Varane      | 22             | 1              | 2              | 0              | 5        | 0      | 0           | 0          | 1        | 0       | 0           | 0          | 4                | 0                | 0                | 0                | 32       | 1      | 2           | 0          |
| D. Van de Beek | 1              | 0              | 0              | 0              | 0        | 0      | 0           | 0          | 1        | 0       | 0           | 0          | 0                | 0                | 0                | 0                | 2        | 0      | 0           | 0          |
| A. Wan-Bissaka | 21             | 0              | 3              | 0              | 4        | 0      | 0           | 0          | 2        | 0       | 1           | 0          | 2                | 0                | 0                | 0                | 29       | 0      | 4           | 0          |
| E. Wheatley    | 3              | 0              | 0              | 0              | 0        | 0      | 0           | 0          | 0        | 0       | 0           | 0          | 0                | 0                | 0                | 0                | 3        | 0      | 0           | 0          |